# Улица Гагарина (Челябинск)
У́лица Гага́рина (до 1961 года улица Строителей) — улица в Ленинском районе города Челябинска. Расположена между улицей Харлова (и Копейским шоссе) и улицей Новороссийской. Протяженность 3440 метров.

## История
Официально образована 1 ноября 1937 года согласно протоколу № 47 Президиума ЧГС РК и КД. Тогда она называлась, улицей Строителей и тянулась от улицы Харлова до Дзержинского. Новое название — в честь Юрия Алексеевича Гагарина — было присвоено по решению № 199 ГИК от 26 мая 1961 года.

## Расположение
Улица расположена между улицей Харлова и улицей Новороссийской. Протяженность 3440 метров. Улица Гагарина пересекается с улицей Дзержинского, Шота Руставели, Агалакова, Стахановцев, Пограничная, Гончаренко и Южный Бульвар. На тротуарах улицы ведется нелегальная мелкая торговля.

## Примечательные здания и сооружения

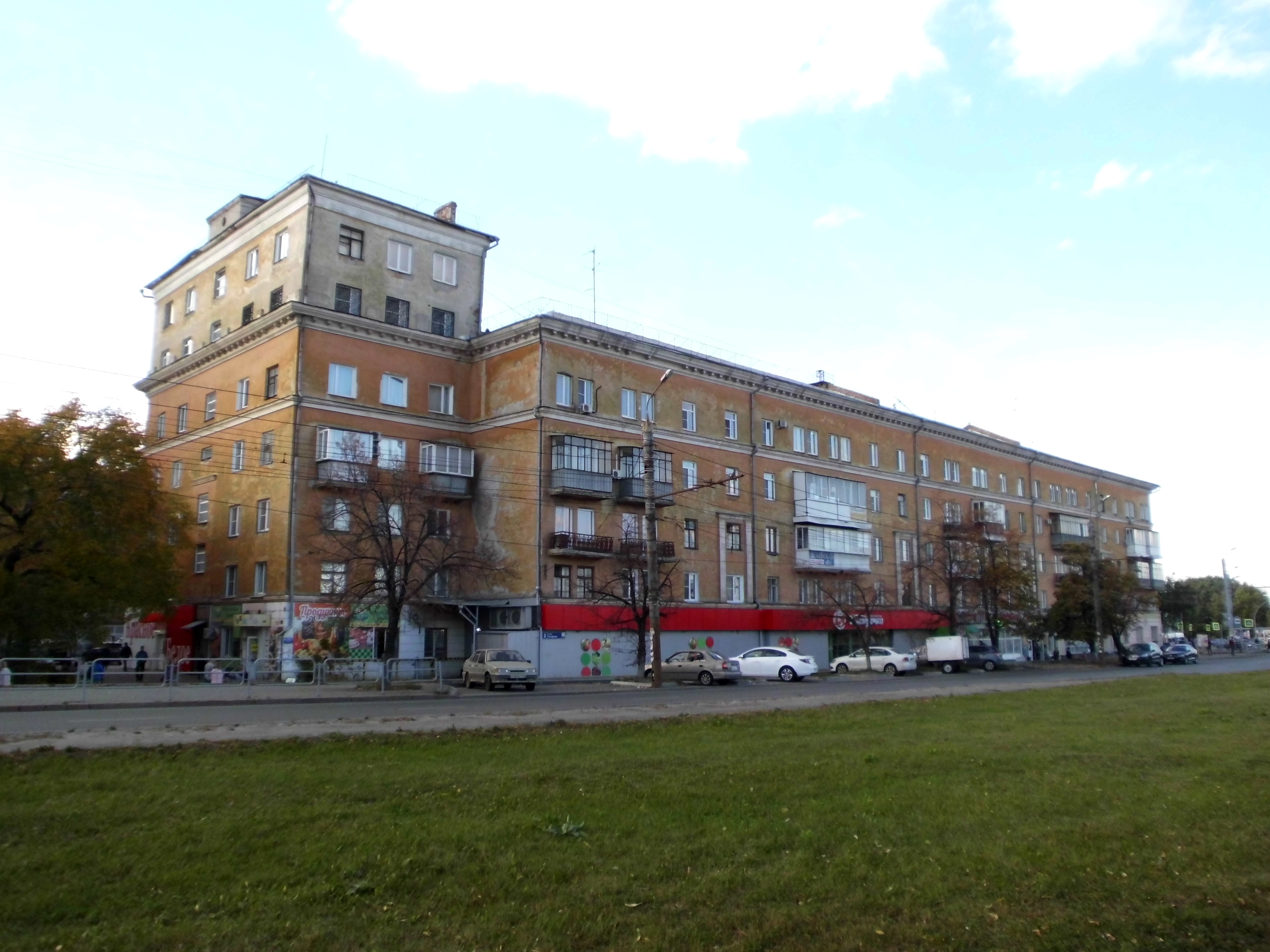
Жилой дом ул. Гагарина, 2 / Харлова, 1. Вид со стороны ул. Гагарина

На улице Гагарина находятся: деловой центр «Аврора», Южно-Уральский государственный технический колледж, Городская клиническая больница № 10 (ныне Областная клиническая больница № 2), здание Администрации Ленинского района города Челябинска. В большинстве своем здания на улице представляют собой типичные пятиэтажные жилые здания постройки 1960-х годов.

## Транспорт
По улице Гагарина проходят трамвайные (на участке от Копейского шоссе до улицы Дзержинского) маршруты № 12, № 18 и № 22; троллейбусные (на всём протяжении) маршруты № 10 и № 25; автобусные маршруты № 18,№66, № 81, № 483. На участке от Копейского шоссе до улицы Дзержинского в дневное время отмечается высокий трафик.